# Николай Мистик
Патриа́рх Никола́й Ми́стик (греч. Πατριάρχης Νικόλαος Α΄ ο Μυστικός; 852 — 15 мая 925) — Патриарх Константинопольский в 901—907 и 912—925 года. Канонизирован Православной церковью в лике святителей, память совершается 16 мая (по юлианскому календарю).

## Жизнеописание

### Ранние годы
Николай Мистик родился в 852 году в Италии. Был племянником патриарха Фотия I и крестным сыном императора Василия I. В молодости прибыл в Константинополь, где получил образование. После изгнания с патриаршего престола своего дяди удалился в Халкидон и принял постриг в монастыре Святого Трифона. Вскоре император Лев VI вернул Николая в столицу и назначил на должность мистика — личного секретаря.

### Избрание патриархом
В 901 году Николай был избран Константинопольским патриархом. Император, заботившийся о появлении наследника и до этого трижды вступавший в брак, надеялся, что Николай сможет поддержать его желание жениться в четвёртый раз. Однако Николай был «в одно и то же время придворный и монах, сильный в богословии и в искусстве вести интригу, умевший при случае закрывать глаза и при случае же показывать пример большого мужества». Николай, уже после первых попыток императора склонить его к благословению четвёртого брака, высказался категорически против. Когда в 904 году раскрылось участие патриарха в заговоре Андроника Дуки, то, спасая свою жизнь, Николай стал лояльным к замыслу императора.

### Противостояние со Львом VI

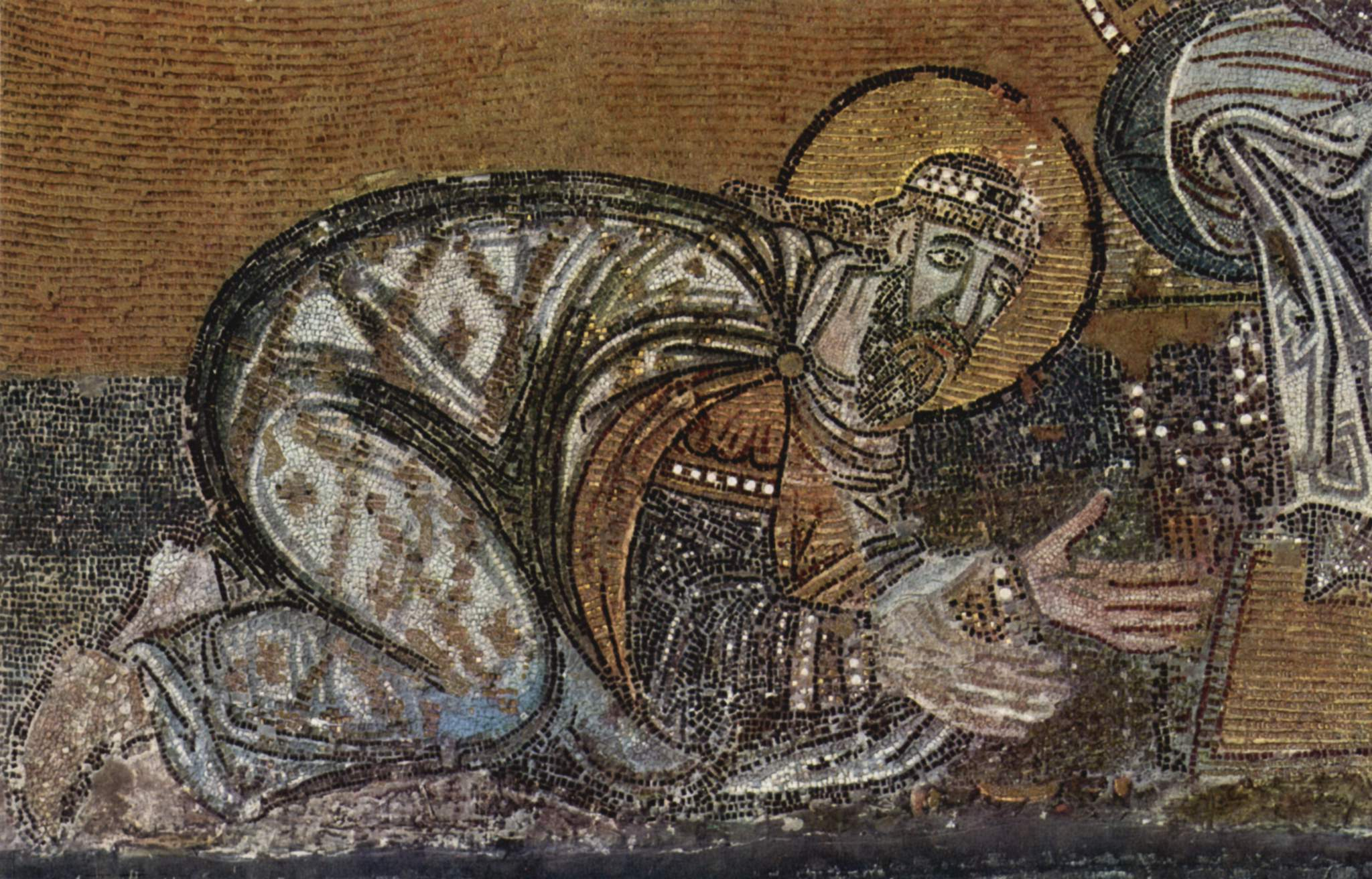
Лев VI преклоняет колени перед Иисусом Христом (мозаика Святой Софии)

В конце 905 года любовница императора Зоя Карбонопсина («Угольноокая») родила Льву долгожданного сына. Многие епископы сопротивлялись желанию Льва узаконить младенца, утверждая, что «рожденье ребенка не могло сделать законным запрещенный брак», но Николай 6 января 906 года сам с царскими почестями окрестил младенца, будущего императора Константина VII Багрянородного. Его условием было, что Лев расстанется со своей любовницей, но император не только этого не сделал, но и обвенчался с ней, за что патриарх изверг из сана священника, совершившего таинство, а императора отлучил от причастия и запретил входить в церковь.
Лев VI, видя противостояние константинопольской церкви, обратился к римскому папе и патриархам Александрии, Антиохии и Иерусалима с вопросом об их мнении о четвёртом браке. Николай, уязвлённый этим действием, поставившим под сомнение его авторитет, хотя и надеялся на поддержку других первосвятителей, но начал сам искать в сочинениях святых отцов высказывания, которыми можно было оправдать четвёртый брак. Он даже приглашал императора в церковь, обещая, что сам выйдет ему навстречу, но Лев не стал предпринимать никаких действий до получения ответа из Рима. Вскоре пришёл ответ папы, что он не имеет ничего против четвёртого брака. Лев, видя поддержку со стороны римского понтифика, заявил, что на первом же церковном соборе низложит Николая за измену.
Опальный патриарх перешёл в оппозицию: на Рождество 906 года он не пустил императора в церковь, обещая это сделать на предстоящее Богоявление, но 6 января 907 года в день праздника вновь остановил Льва у дверей Святой Софии, объявив: «Без единодушного согласия митрополитов не могу пустить тебя сюда; а если ты рассчитываешь войти силой, тогда уйдем мы». В ответ император напомнил патриарху про изменника Дуку, и Николай, понимая, что может быть обвинён в государственной измене, 1 февраля подписал свой отказ от константинопольской кафедры. Созванный церковный собор утвердил его отказ, признал законным четвёртый брак Льва VI и законность рождения Константина Порфирородного, а также избрал в патриархи Евфимия, духовника императора.

### Возвращение власти
Николай был сослан в монастырь Галакрены, где пробыл до 912 года, пока Александр, сменивший Льва на византийском престоле, не вернул его в столицу. Над патриархом Евфимием был устроен суд, его обвинили в незаконном замещении кафедры. Люди Николая избили старца-патриарха:

Будто дикие звери бросились сразу на священно достойного мужа, рвали его почтенную бороду, толкали в шею, подвергли другим невыносимым мукам, при этом называли его вором, распутником и соблазнителем чужой жены. Но сей святой и достопочтенный муж все сносил спокойно и кротко, был отправлен в ссылку в Агафов монастырь и, закончив жизнь, был похоронен в городе, в собственном монастыре.
— Продолжатель Феофана. Царствование Александра, сына Василия. 1.
Сам Николай в приступе мести потребовал убить патриаршего осла. Когда сторонники Николая озадачились таким требованием, то он приказал выгнать осла за городские ворота, повесив ему на шею табличку: «Человек, уличённый в попечении о пище и питье этого ослёнка, сделается врагом самодержца и императора Александра и безупречного патриарха Николая. Если вина его будет доказана, его подвергнут побоям, обстригут, лишат имущества и выгонят из города».

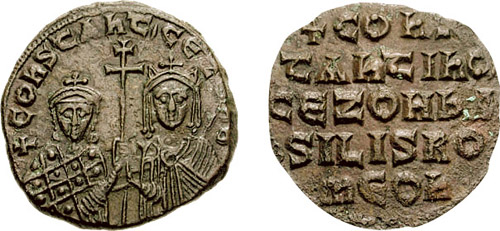
Константин VII и Зоя Карбонопсина

Николай вновь занял патриарший престол. Им было написано письмо римскому папе, в котором он, «критикуя с оскорбительной строгостью поведение василевса, порицая с презрительной жалостью слабость Сергия III, обманутого своими легатами, читая наставление латинянам, высокомерно требуя в особенности исправления произведенных скандалов». В четвёртом браке императора он видел лишь блуд и считал вдову Зою и её сына виновными в своём падении. Вместе с императором Александром он выслал Зою из Константинополя.
После смерти Александра патриарх стал во главе регентского совета при малолетнем Константине VII. По сообщению Продолжателя Феофана, Николай, ещё не зная о том, что ему поручат возглавить совет, послал письмо к Константину Дуке (сын мятежника Андроника Дуки) с предложением войти в столицу и захватить власть. Он пришёл на ипподром (сейчас — площадь Султанахмет), но не был принят толпой, вспыхнул мятеж в котором Константин Дука был убит, а патриарх Николай затем подавил данное восстание.
В августе 913 года Константинополь пытались осадить войска Симеона I, но видя бесперспективность попытки, Симеон попросил мира. Николай Мистик пришёл в его лагерь:

…Симеон склонил перед ним голову. Как рассказывают, патриарх, сотворив молитву, вместо венца водрузил на его голову свою накидку. Ублаженные бесчисленными и богатейшими дарами Симеон с сыновьями, хотя и не было меж ними согласия по поводу упомянутого мира, вернулись в свою землю.
— Продолжатель Феофана. Царствование Константина, сына Льва. 5.
У Иоанна Скилицы это произошло во Влахернском дворце. Современные историки считают рассказ о том, что Николай возложил на Симеона не венец, а лишь свою накидку, то есть что тот совершил лишь пародию на коронацию, позднейшим дополнением с целью дискредитации Симеона в роли царя.
Действие патриарха вызвало неоднозначную реакцию. Ища поддержки, Николай вернул во дворец ранее изгнанную им вдову Льва VI Зою, и чтобы иметь контроль над ней постриг её в монашество, объявив своей духовной дочерью. Однако Зоя обманула патриарха, сделав обряд недействительным, так как перед постригом съела мясо. Живя во дворце, Зоя постепенно нашла себе сторонников и в феврале 914 года ею было организовано нападение на патриарха, который хоть и не пострадал, но три недели провёл в церкви, опасаясь за свою жизнь. Выйдя из неё, он признал своё поражение: императрица Зоя сместила поставленных им чиновников, объявила своё монашество недействительным и стала править как регент при своём малолетнем сыне.

### Последние годы жизни
В 919 году Зоя была свергнута Романом I, которого Николай 17 декабря венчал как соправителя Константина Багрянородного, женившегося на дочери Романа. Зою, как покушавшуюся на жизнь Романа, выслали из дворца и вновь постригли в монахини.
При императоре Романе состоялся церковный собор, примиривший сторонников патриархов Николая и Евфимия по вопросу четвёртого брака Льва VI. Собор определил:

По общему соглашению мы объявляем, что четвёртый брак — вещь безусловно запрещённая. Кто осмелится его заключить, будет отлучён от церкви, покуда будет упорствовать в своём незаконном сожительстве. Отцы церкви держались такого мнения, мы же, поясняя их мысль, провозглашаем, что это действие, противное всякому христианскому установлению.

В отношении четвёртого брака императора было сказано, что Церковь его одобрила по снисхождению к императорскому достоинству Льва IV.

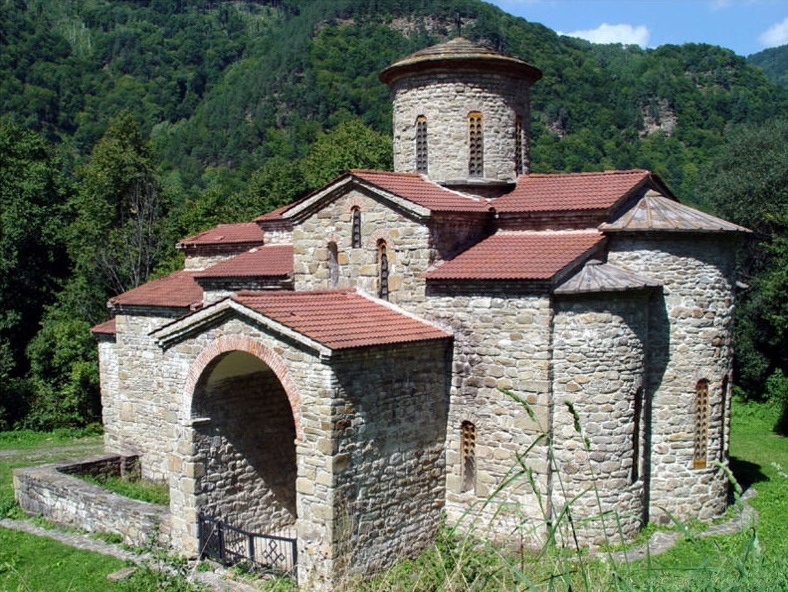
Зеленчукские храмы X века, возможно, обязаны своим существованием миссионерской деятельности Николая Мистика

В последние годы своей жизни Николай направлял миссионеров к аланам и хазарам, поддерживал переписку с армянским царём Ашотом II, пытаясь вернуть армян к греческой церкви. Предполагается, что во время аланской миссии были воздвигнуты первые сохранившиеся на территории Российской Федерации христианские храмы.
Святитель Николай скончался 15 мая 925 года:

Пятнадцатого мая тринадцатого индикта скончался патриарх Николай, владычествовавший во втором своём патриаршестве тринадцать лет. И погребли его тело в монастыре Галакрин, основанном им самим.
— Продолжатель Феофана. Царствование Романа. 19.

## Литературное наследие
Николаем Мистиком написаны:
- «Исповедание веры»;
- «Беседа», произнесенная при слухе о разорении Фессалоник в 904 году;
- 163 письма;
- толкования на Священное Писание;
- составил четыре канонических постановления: три о браках и одно — о невзимании денег за патриаршие грамоты.

Сочинения святителя включены в 111-й том Patrologia Graeca.